# U-BT Cluj-Napoca
U-Banca Transilvania Cluj-Napoca, cunoscută în mod obișnuit sub numele de U-BT Cluj-Napoca, este un club profesionist de baschet cu sediul în Cluj-Napoca, România, care evoluează la nivel național în Liga Națională de Baschet și la nivel internațional în EuroCup și ABA League. La fel ca alte echipe care au făcut inițial parte din clubul sportiv multi-disciplinar Universitatea Cluj, echipa de baschet păstrează litera U (prescurtarea de la Universitatea) în denumirea sa. Principalul sponsor al echipei este instituția bancară locală Banca Transilvania. Culorile echipei sunt alb și negru. U-BT Cluj-Napoca își dispută meciurile de acasă în BTarena, care are o capacitate de 10.000 de spectatori, sau în Sala Sporturilor Horia Demian, cu o capacitate de 2.525 de locuri.
Echipa de baschet a fost fondată inițial în 1947 și s-a separat de clubul sportiv la începutul anilor 2000, păstrându-și locul în eșalonul de elită al baschetului românesc. Deși clubul actual este în general considerat drept succesorul echipei care a câștigat trei titluri naționale înainte de intrarea în noul mileniu, clubul mamă revendică toate trofeele câștigate înainte de 2002 ca făcând parte din propriul palmares. În 2017, a fost încheiat un parteneriat de imagine între U-BT Cluj-Napoca și clubul de fotbal Universitatea Cluj, reunindu-le sub același brand. Astfel, începând cu sezonul 2017-2018, U-BT Cluj-Napoca utilizează aceeași emblemă ca și echipa de fotbal.
În toate formele sale încă din anii 1940, clubul a câștigat zece titluri de campioană a României, șapte Cupe ale României și patru Supercupe ale României, având totodată evoluții foarte bune în competițiile europene, ajungând până în sferturile de finală ale Basketball Champions League și EuroCup în sezoanele recente. Cel mai cunoscut nume care a jucat pentru acest club este, fără îndoială, Gheorghe Mureșan, singurul român care a evoluat vreodată în NBA. Merită menționat și Mihai Silvășan, care a jucat pentru echipa din Cluj între 2002 și 2015, devenind antrenor principal al clubului în 2016.

## Istoric

### Începuturi (1947-1990)

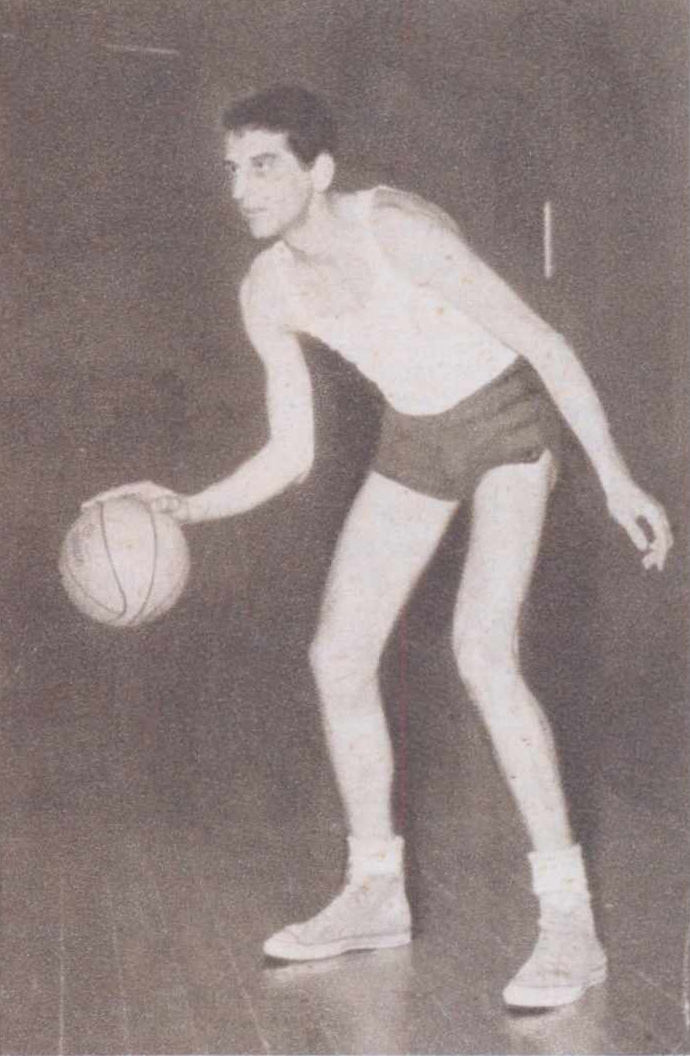
Horia Demian a jucat pentru echipa din Cluj timp de aproape douăzeci de ani, până la retragerea sa din activitate, în 1974.

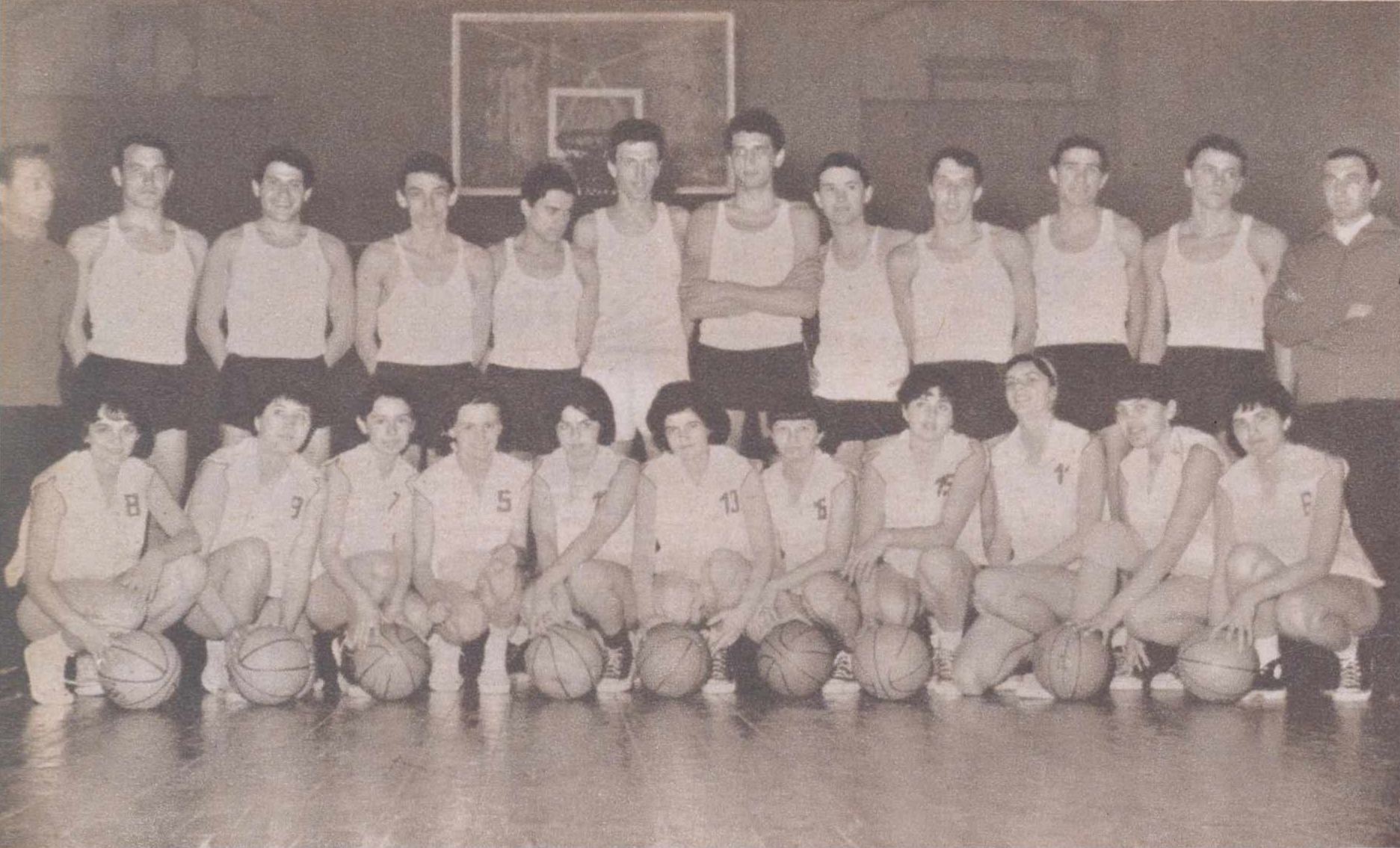
Echipa masculină de baschet Universitatea Cluj (rândul de sus) și echipa feminină de baschet (rândul de jos) în aprilie 1966.

Deși clubul sportiv multi-disciplinar Universitatea Cluj a fost fondat în 1919, echipa de baschet a fost înființată abia în 1947, coexistând timp de aproximativ un an cu echivalentul său de la Universitatea Bolyai, înainte de fuziunea lor din decembrie 1948. Clubul și-a schimbat ulterior numele în Știința Cluj în 1950, revenind la denumirea Universitatea în 1966. În fazele sale incipiente, la sfârșitul anilor 1940 și începutul anilor 1950, campionatul românesc se disputa într-un format de calificare, echipele trebuind să participe la campionate locale și regionale pentru a accede în turneul final. Prin urmare, această perioadă a fost marcată de o luptă pentru supremația locală între Știința și echipe precum Dermata (ulterior redenumită Flamura Roșie), ASA Cluj și Metalul, Șepcile Roșii ieșind adesea învinse în fața rivalilor lor mai bine înrădăcinați. De altfel, mulți dintre cei mai buni jucători ai echipei erau împrumutați la formația din Divizia A, Flamura Roșie, odată cu stabilirea noului format divizionar al campionatului. Totuși, sezonul 1955 a adus promovarea Studenților (care evoluau atunci sub denumirea IMF-Progresul Cluj) în primul eșalon pentru prima dată în istoria lor, sub conducerea antrenorului Gheorghe Rusu. Mulți dintre jucătorii care fuseseră împrumutați cu câțiva ani înainte, acum cu experiență acumulată la un nivel superior, făceau parte din lotul acelui sezon.
După promovare, rezultatele au continuat să se îmbunătățească, culminând cu o clasare pe locul al doilea în sezonul 1958–1959. Acest rezultat a marcat începutul a două decenii de performanțe remarcabile în prima ligă, susținute de talentul unor jucători emblematici pentru istoria clubului, precum Horia Demian, Imre Vizi, Mihai Albu, Gheorghe Roman și Matei Rührig. Anii comunismului au fost o perioadă în care peisajul baschetului românesc era dominat de Steaua și Dinamo București, echipe strâns legate de armată și Ministerul de Interne. Acest lucru se traducea prin sprijin din partea regimului comunist în ceea ce privește infrastructura de antrenament și recrutarea celor mai buni jucători din campionat. Cu toate acestea, Studenții erau adesea principalii rivali ai echipelor din capitală, clasându-se o dată pe locul secund și de nouă ori pe locul al treilea în anii ’60 și ’70.
Anii ’80 au adus însă un declin al rezultatelor, cu clasări mai slabe în campionat, culminând cu retrogradarea în Divizia B după sezonul 1986–1987. Schimbarea deceniului a găsit Universitatea înapoi în primul eșalon, cu un tânăr Gheorghe Mureșan în prim-plan, alături de alți jucători care urmau să joace un rol important în anii ce aveau să urmeze.

### Trei titluri de campioană a României (1990–2000)
Pentru echipa clujeană, noul deceniu a adus un nou suflu și o schimbare de traiectorie. Acest lucru a fost posibil datorită unor transferuri importante: Mihai Sinevici, Bruno Roschnafski și Mircea Cristescu; toți jucători ai naționalei, alături de progrese în pregătire și antrenamente sub conducerea duo-ului de antrenori Gheorghe Roman și Liviu Morariu. Nu a durat mult până când rezultatele au început să se vadă pe teren, Studenții impunându-se drept candidați la titlu în sezonul 1990–91, reușind totodată să învingă Panionios Atena (o echipă puternică a baschetului grec la acea vreme) în prima rundă a Cupei Korać. Din păcate pentru ei, sezonul s-a încheiat dezamăgitor, în urma unei înfrângeri în finala play-off-ului (jucată pe sistemul cel mai bun din trei) împotriva Stelei București.

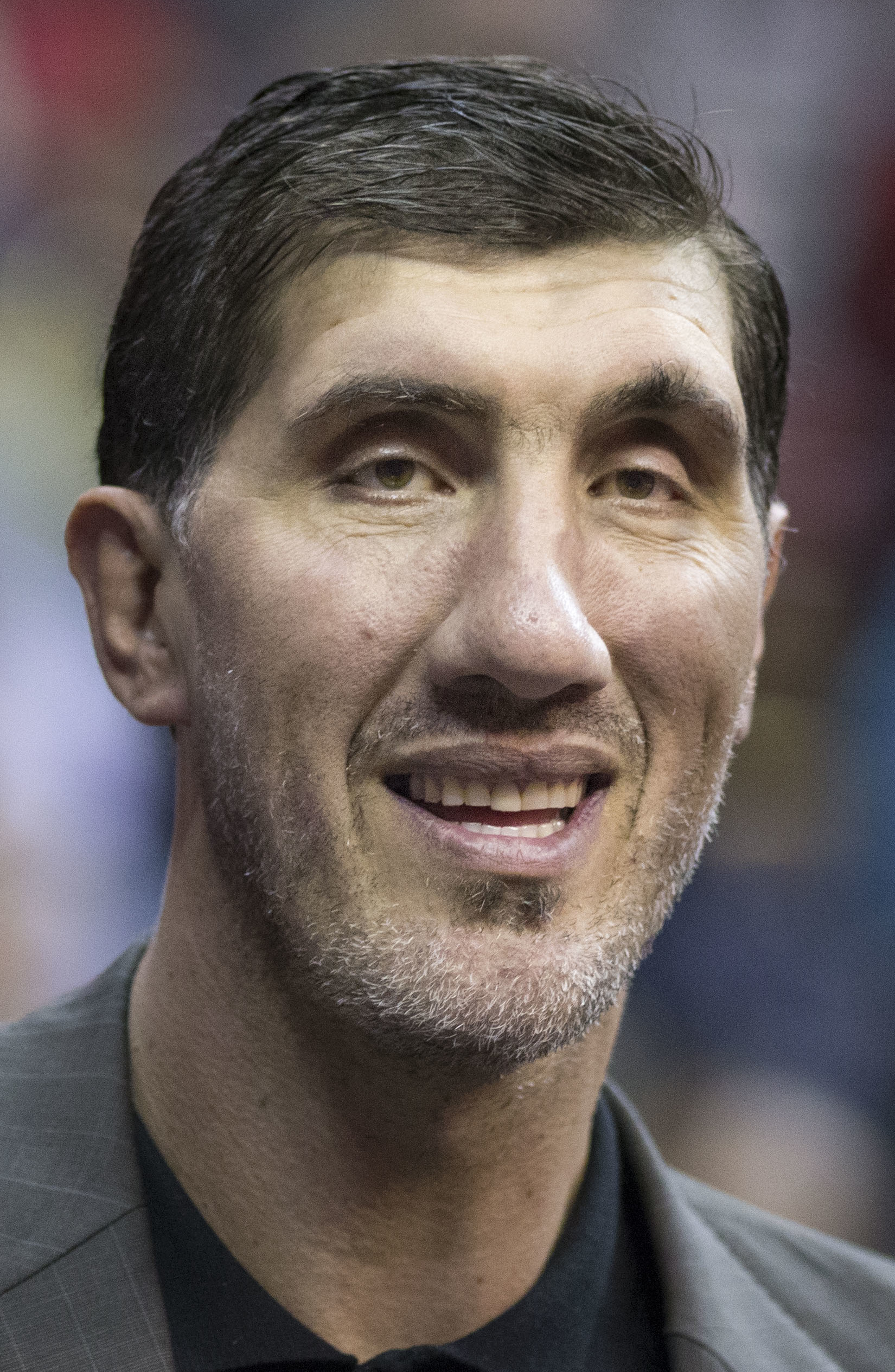
Gheorghe Mureșan a jucat pentru echipa din Cluj până în vara anului 1992. A petrecut un sezon la echipa franceză Pau-Orthez, iar ulterior a intrat în Draftul NBA din 1993, unde a fost selectat de Washington Bullets cu selecția 30.

Performanțele din sezonul precedent au adus o nouă premieră pentru Alb-negrii: prima lor participare în FIBA European Cup, intrând în a doua rundă a competiției din sezonul 1991–92, împotriva celor de la Pau-Orthez. În turul disputat la Cluj, Universitatea a obținut o victorie faimoasă pe teren propriu, 107–101. Totuși, nu a fost suficient pentru a avansa în runda următoare, Pau-Orthez câștigând returul la o diferență de unsprezece puncte. Pe plan intern însă, nu s-au mai făcut greșeli. Cu cei mai buni doi pivoți din campionat în lot (Ghiță Mureșan și Bruno Roschnafski), și cu adăugarea lui Marcel Țenter pe postul de conducător de joc, Universitatea a câștigat primul titlu din istorie, după o finală de play-off cu Dinamo București, devenind prima echipă din afara capitalei care cucerește titlul de Campioană a României.
Sezonul următor a adus plecările lui Mureșan și Roschnafski, în Franța respectiv Germania, și venirea lui Cornel Geomolean. Mureșan a devenit primul român care a jucat în NBA, semnând cu Washington Bullets în 1993. A evoluat timp de șase sezoane în NBA, la Bullets și New Jersey Nets, având medii de 9,8 puncte, 6,4 recuperări și 0,5 pase decisive, și a câștigat titlul de NBA Most Improved Player Award în sezonul NBA 1995–96. Pentru Șepcile Roșii, primul titlu intern a însemnat și prima participare în FIBA European League. Începând competiția din prima rundă, clujenii au pierdut ambele manșe împotriva celor de la USK Praga. Intern, istoria s-a repetat în sezonul 1992–93, cu un al doilea titlu consecutiv, din nou adversara din finala fiind Dinamo.
Pentru sezonul 1993–94, Gheorghe Roman a preluat integral conducerea tehnică. În acel sezon, Studenții au avut parte de dificultăți, accidentările scurte și de durată ținându-i pe margine pe unii jucători-cheie (Sinevici, Cristescu, Olpretean). Echipa a ajuns din nou în finala play-off, însă fără avantajul terenului propriu în seria de cinci meciuri contra lui Dinamo. Acest detaliu s-a dovedit decisiv, Dinamo câștigând finala cu 3–2. Sezonul următor, echipa a terminat pe locul trei, fiind prima dată în cinci ani când nu ajungea în finală. La acel moment, echipa beneficia de sprijinul financiar al SM Invest (evoluând sub numele de "U" SM Invest), care a adus resursele necesare pentru sezonul 1995–96. Decisivă s-a dovedit și numirea lui Dragan Petričević ca antrenor principal în ianuarie 1996, bosniacul devenind primul antrenor străin din istoria campionatului național, la doar 27 de ani. Totul a culminat cu finala play-off disputată în sistemul cel mai bun din cinci meciuri împotriva Stelei București. După 1–1 la Cluj și 2–2 la București, meciul decisiv s-a jucat din nou la Cluj, în fața unei săli arhipline la Sala Sporturilor Horia Demian. Partida s-a încheiat cu 86–75 în favoarea gazdelor, Universitatea devenind campioană a României pentru a treia oară. A urmat o nouă participare în proaspăt rebranduita FIBA EuroCup, fără rezultate notabile. În ianuarie 1997, după doar un an petrecut la Universitatea, Dragan Petričević a decis să părăsească clubul, semnând cu Politehnica Iași.
După această perioadă de succes, echipa a intrat într-o fază de instabilitate și incertitudine. Începând cu sezonul 1997–98, orașul Cluj a avut două echipe în Divizia A: Carbochim și Universitatea (sub numele ”U” Sanex Cluj-Napoca). Alb-negrii au terminat acel sezon pe locul șase, iar Carbochim pe locul trei. Cele două echipe au fuzionat în vara următoare, sub numele “U” Carbochim Cluj-Napoca, iar fostul jucător Gabriel Olpretean a preluat funcția de antrenor principal. Studenții au reușit un loc trei în sezonul 1998–99, încheind un deceniu în care au obținut șapte clasări pe podium, inclusiv trei titluri de campioni ai României.

### Despărțirea de clubul-mamă. Influxul de jucători străini (2000–2010)
Trecerea într-un nou mileniu a adus o serie de schimbări importante pentru club, care aveau să influențeze viitorul acestuia atât din punct de vedere al performanțelor, cât și al identității. Mircea Cristescu și Dorin Pintea au revenit la echipă ca jucători în ianuarie 2000. Cristescu s-a retras în vara aceluiași an, preluând funcția de manager al echipei, în timp ce Pintea a devenit ulterior antrenor secund, după încheierea carierei de jucător. Totuși, cea mai mare schimbare a survenit în vara anului 2001, când echipa de baschet s-a despărțit de clubul sportiv-mamă, trecând sub administrarea unei investiții private. Această decizie a fost motivată de dorința de a facilita dezvoltarea echipei, care avea perspective limitate sub umbrela clubului-mamă. Clubul de baschet și-a păstrat legătura cu brandul Universitatea Cluj printr-un protocol de colaborare semnat cu clubul sportiv în 2009 și ulterior printr-un parteneriat de imagine încheiat cu FC Universitatea Cluj în 2017. Cu toate acestea, clubul-mamă a ales ulterior să-și reînființeze secția de baschet, revendicând toate trofeele câștigate înainte de despărțire ca parte a propriului palmares.
Începutul anilor 2000 a adus și primele achiziții de jucători străini în lotul echipei, baschetbalistul sârb Dejan Dukovčić devenind primul străin din istoria clubului, în 2002. În anii următori, și alți jucători din fostele țări iugoslave aveau să se alăture echipei: Predrag Mijušković, Zoran Krstanović, Miljan Medvedj și Branko Ćuić, în timp ce LeVar Seals a devenit, în 2005, primul american care a evoluat pentru Cluj. Această perioadă a adus, de asemenea, și promovarea unor jucători tineri formați la CSS Viitorul Cluj sub îndrumarea lui Voicu Moldovan: Paul Chetreanu, Mihai Racovițan și, cel mai important, Mihai Silvășan, care avea să devină ulterior căpitan și apoi antrenor principal al echipei.
În această perioadă de tranziție, rezultatele au fost fluctuante, echipa clasându-se cel mai bine pe locul patru în campionatul intern. Totuși, această performanță – obținută în sezonul 2004–2005 – a însemnat o revenire în competițiile continentale după nouă ani, alb-negrii fiind înscriși în FIBA EuroCup Challenge pentru sezonul 2005–2006. Vara anului 2005 a marcat și revenirea lui Bruno Roschnafsky la echipă, după o perioadă de treisprezece ani petrecută în Germania. Sub comanda antrenorului principal Miodrag Perišić, echipa a obținut o victorie și a suferit trei înfrângeri în sezonul regulat al EuroCup Challenge. În plan intern, a ajuns în finala Cupei României și a ocupat locul secund în campionat. În sezonul următor, studenții (care evoluau acum sub denumirea de U-Mobitelco Cluj-Napoca) și-au îmbunătățit prestația în competițiile europene, grație unor transferuri importante, printre care Marcel Țenter, care (precum Roschnafsky în vara precedentă) s-a întors la club din Germania. Încheind sezonul regulat al FIBA EuroCup Challenge 2006–2007 pe primul loc în grupă, cu patru victorii și două înfrângeri, echipa clujeană a ajuns până în sferturile de finală, unde a pierdut ambele manșe în fața formației Apollon Limassol. La nivel individual, LeVar Seals a fost cel mai bun marcator al competiției, cu o medie de 22,9 puncte pe meci. La finalul sezonului 2006–2007, Bruno Roschnafsky a părăsit clubul pentru a înființa propria sa echipă, BC Gladiator, în timp ce Marcel Țenter s-a retras din activitatea de jucător, devenind unul dintre antrenorii secunzi ai lui Perišić, alături de Dorin Pintea.

#### Sezonul 2007-2008: Tab Baldwin își pune amprenta asupra echipei
În 2007, competiția EuroCup Challenge a fost desființată, ceea ce a însemnat că echipa clujeană a participat în turul secund preliminar al FIBA EuroCup, pentru sezonul 2007-2008. Rezultatul de pe teren a avut o semnificație mai mică — U-Mobitelco pierzând ambele manșe în fața lui PAOK Salonic — însă mult mai important a fost ceea ce s-a petrecut în afara terenului: antrenorul principal al grecilor, Tab Baldwin, a decis să plece de la PAOK și să semneze cu Clujul în decembrie. Baldwin — care reușise anterior să califice Naționala de baschet masculin a Noii Zeelande în semifinalele Campionatului Mondial din 2002 — avea să declare ulterior că a ales Clujul fiind impresionat de suporterii echipei, de structura clubului și de dorința acestuia de a performa, în contrast cu lipsa de direcție pe care o resimțea la PAOK.
Pe plan intern, influența antrenorului american s-a resimțit rapid pe teren, U-Mobitelco încheind sezonul regulat al campionatului cu zece victorii consecutive. În play-off, alb-negrii au trecut de Gaz Metan Mediaș în sferturile de finală și de CSU Sibiu în semifinale (pierzând câte un meci în fiecare serie), ajungând astfel în finala mare, disputată în sistem cel mai bun din șapte meciuri, contra celor de la CSU Asesoft Ploiești. Fără avantajul terenului propriu, U-Mobitelco a reușit să câștige Meciul 1 la Ploiești, scor 72–81, însă a pierdut Meciul 4 la Cluj, 75–82. Din acel punct, ambele formații și-au câștigat partidele de acasă, iar finala s-a încheiat la Ploiești, după victoria celor de la Asesoft, 82–66 în Meciul 7. În ceea ce privește premiile individuale ale sezonului, LeVar Seals și Zoran Krstanović au fost incluși în echipa ideală a campionatului, Mihai Silvășan a fost desemnat Cel mai mult îmbunătățit jucător al anului, iar Brad Buckman — sosit la echipă în ianuarie — a fost liderul campionatului la capitolul capace.

#### Sezonul 2008-2009: Obstacole și accidentări
Vara anului 2008 a adus o remodelare semnificativă a lotului echipei în ceea ce privește jucătorii străini, Branko Ćuić fiind singurul care a rămas din campania precedentă. LeVar Seals și Miljan Medvedj s-au alăturat echipei CS Otopeni, în timp ce Buckman și Krstanović au plecat pentru a evolua la echipe din Cipru și Țările de Jos. În locul acestora, clubul a semnat nu mai puțin de șase jucători străini noi, printre care Adrian Majstrovich și Leon Henry – care au venit din liga NBL a Noii Zeelande, Aleksandar Glintić din Serbia, și Matt Gibson, care jucase în sezonul precedent în Venezuela. În ceea ce privește jucătorii autohtoni, Levente Szijarto a sosit de la Asesoft Ploiești. Din păcate, chimia în teren între noile achiziții a fost greu de obținut, U-Mobitelco ratând două dintre obiectivele principale încă de la începutul campaniei, fiind eliminată din FIBA EuroChallenge de EWE Baskets Oldenburg și din Cupa României de Asesoft Ploiești.
De acolo, accidentările și schimbările din lot au devenit normă pe parcursul sezonului. Adrian Majstrovich a plecat la începutul lunii noiembrie, după doar trei luni petrecute la club, în timp ce Glintić și Mike Kinsella au fost indisponibili din cauza accidentărilor, ambii părăsind echipa înainte de sfârșitul anului calendaristic. Același lucru s-a întâmplat cu pivotul american Steve Rich, care s-a alăturat echipei în noiembrie pentru a-l înlocui pe Glintić, dar care a suferit ulterior o accidentare, părăsind echipa în decembrie. Pauza de iarnă a adus revenirea lui Zoran Krstanović din Țările de Jos, în timp ce pivotul american Terrence Roberts și fundașul croat Damir Milačić au fost adăugați în lotul echipei.
Din păcate, o înfrângere cu 79–72 în fața echipei Gaz Metan Mediaș în ultimul meci al sezonului regulat a însemnat că U-Mobitelco urma să intre în play-off de pe poziția a cincea, fără avantajul terenului propriu. O altă accidentare, suferită de Terrence Roberts, avea să fie decisivă, Alb-negrii fiind eliminați din sferturile de finală ale play-off-ului de CSU Sibiu. Finalul sezonului a adus plecarea lui Tab Baldwin și numirea lui Marcel Țenter în funcția de antrenor principal.

#### Sezonul 2009-2010: Vicecampioni în Central European Basketball League
La începutul noii campanii, majoritatea jucătorilor străini aduși în vara precedentă au plecat, Ćuić și Krstanović alegând să rămână alături de echipă. Levente Szijarto a revenit la Asesoft Ploiești. Miljan Medvedj s-a întors de la CS Otopeni, David Lawrence a venit de la Pitești, iar Vladan Jocović a fost adăugat târziu în lot, la finalul lunii august. Din cauza recesiunii, echipa a ales să nu se înscrie în ediția 2009-2010 a FIBA EuroChallenge, participând în schimb la cea de-a doua ediție a Central European Basketball League, care reunea echipe dintr-o proximitate geografică mai apropiată de orașul Cluj. „U” Mobitelco a reușit să câștige toate cele patru meciuri din faza grupelor, atât acasă, cât și în deplasare, împotriva BK Prostějov și Albacomp Fehérvár. Turneul final four a avut loc la Cluj, la începutul lunii februarie. „Alb-negrii” au învins Elba Timișoara în semifinale, 73–64, dar au pierdut finala împotriva echipei Nový Jičín, cu scorul de 78–81, încheind competiția pe locul al doilea. În finală, David Lawrence a fost scos din joc devreme din cauza unei accidentări la genunchi, care l-a făcut ulterior să rateze restul sezonului. În locul său, a fost adus Kyndall Dykes, iar Vladan Jocović a fost scos din lot pentru a face loc aducerii lui Robert Thomson.
Pe plan intern, „U” Mobitelco a ajuns în sferturile de finală ale Cupei României, unde a fost eliminată de Asesoft Ploiești. În campionatul național, echipa a încheiat sezonul regulat pe primul loc, pierzând doar de cinci ori și reușind să învingă Asesoft atât acasă, cât și în deplasare. Adversara din sferturile de finală ale play-off-ului a fost BC Mureș. Echipa din Târgu Mureș a reușit să ducă seria în meci decisiv câștigând partidele de acasă, dar „U” Mobitelco a câștigat meciul 5 la Cluj, cu 85–58. În semifinale, clujenii au pierdut primul meci acasă cu Elba Timișoara, dar au câștigat următoarele trei partide, calificându-se astfel într-o nouă finală de campionat împotriva Asesoftului Ploiești. În meciul 1, „U” Mobitelco a pierdut acasă, 76–77, coșul victoriei pentru adversari venind în ultimele secunde. Și al doilea meci acasă a fost pierdut, de această dată după două reprize de prelungiri: 111–113. De acolo, Asesoft a câștigat și meciurile de acasă, câștigând finala cu scorul general de 4–0. La finalul sezonului regulat, Zoran Krstanović a fost desemnat atât „Jucătorul Anului” cât și „Pivotul Anului” în ligă, fiind inclus în „Echipa ideală a campionatului”, alături de Branko Ćuić.

### Din nou campioni. Începutul erei cu Silvășan pe bancă (2010-2020)

#### Sezonul 2010–2011: Campioni după cincisprezece ani
Echipa din Cluj a început sezonul 2010–2011 sub un nou nume, "U" Mobitelco BT Cluj-Napoca, datorită parteneriatului cu instituția bancară Banca Transilvania. Lotul a rămas în mare parte neschimbat față de sezonul precedent, "U" Mobitelco consolidându-se prin sosirea lui Claudiu Fometescu de la Dinamo București și a lui Miloš Pesić de la Elba Timișoara. În plus, David Lawrence s-a alăturat din nou echipei, după ce s-a recuperat în urma accidentării suferite în sezonul anterior. La capitolul plecări, Flavius Lăpuște a ajuns la BC Mureș, iar Miljan Medvedj s-a întors la CS Otopeni. În februarie, Tyler Morris s-a alăturat lotului după ce a fost în probe cu echipa. Pentru al doilea sezon consecutiv, "U" Mobitelco a decis să participe în Central European Basketball League. Din păcate, retragerea mai multor echipe din competiție a dus la disputarea doar a două partide de către clujeni, înainte ca liga să fie anulată.
Pe plan intern, echipa din Cluj a fost eliminată prematur din Cupa României, pierzând atât acasă, cât și în deplasare, în fața celor de la BC Mureș. În campionatul național, echipa a pierdut șase meciuri în sezonul regulat, dar a încheiat pe locul secund, calificându-se în play-off. În sferturile de finală, "U" Mobitelco a întâlnit rivala regională CSU Sibiu, pe care a învins-o cu 3–0 la general. Seria din semifinale contra celor de la Gaz Metan Mediaș a fost mult mai dificilă, "U" Mobitelco obținând calificarea în finală abia în meciul 5, câștigat cu scorul de 80–70. În finală, adversara a fost din nou rivala Asesoft Ploiești. Deși seria, disputată în format cel mai bun din șapte meciuri, a început fără avantajul terenului propriu, "U" Mobitelco a reușit să câștige meciul 1, în deplasare, cu scorul de 79–89. Clujenii și-au adjudecat apoi meciurile 3 și 4 disputate pe teren propriu. Victoria Asesoftului în meciul 5 a readus seria la Cluj, unde "U" Mobitelco avea șansa să câștige titlul chiar în fața propriilor suporteri, în meciul 6. Meciul, disputat în fața a 4.000 de spectatori la Sala Sporturilor Horia Demian, a fost extrem de tensionat, marcat de multe ratări și greșeli de ambele părți, rămânând echilibrat până în ultimele secunde. Cu trei secunde rămase pe ceas și scorul egal, 61–61, Tyler Morris a recuperat o minge sub propriul panou și a pornit în dribling spre jumătatea adversă. Apoi a aruncat de dincolo de jumătatea terenului, iar mingea a intrat în coș cu panoul, stabilind scorul final la 64–61 și aducând al patrulea titlu de campioană din istoria echipei clujene, primul după cincisprezece ani.

#### Sezonul 2011–2012: Încă o campanie afectată de accidentări

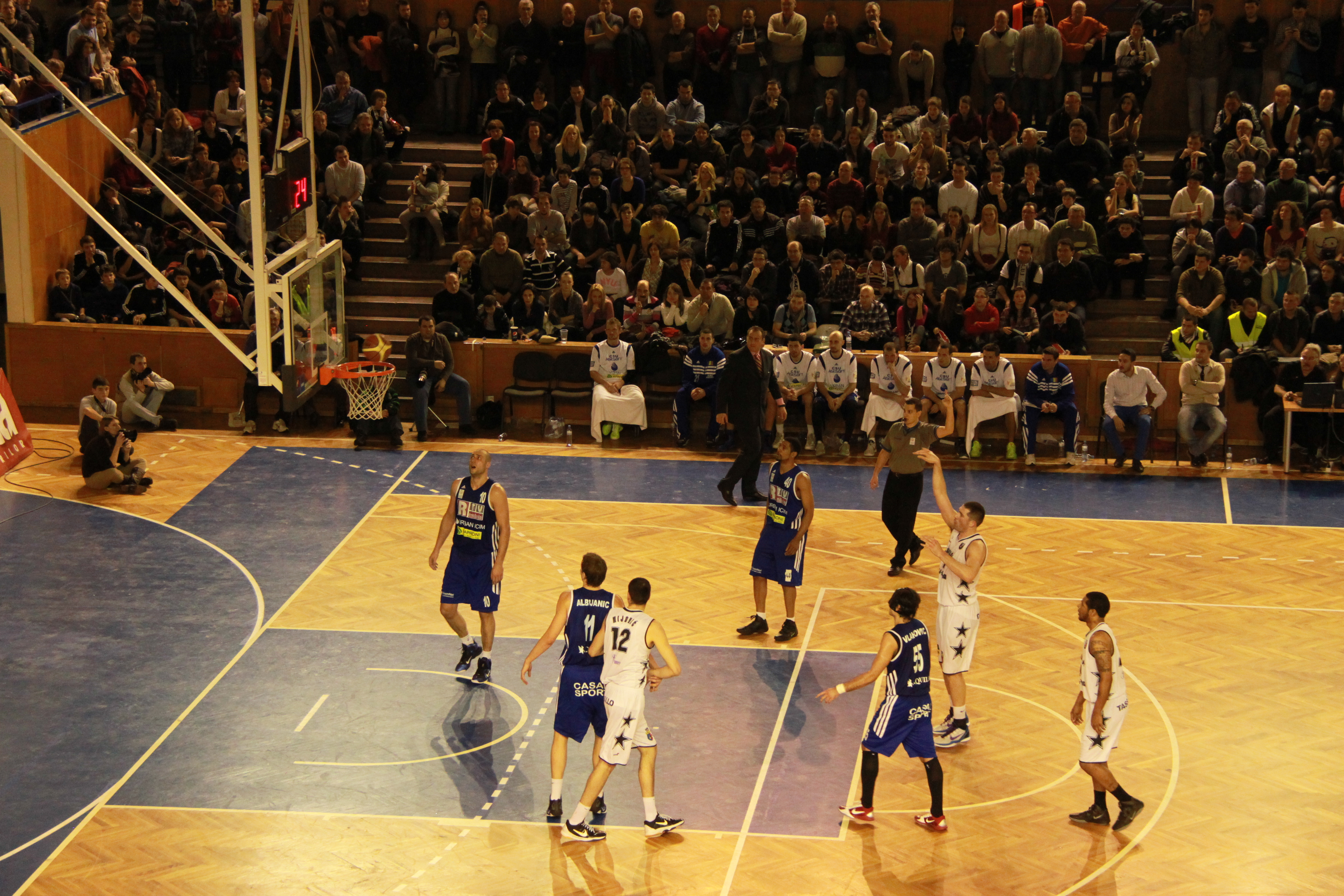
Meci pe teren propriu împotriva CSU Asesoft Ploiești, în Sala Sporturilor Horia Demian, în sezonul 2011–2012.

După câștigarea titlului în sezonul precedent, “U” Mobitelco a participat în ediția 2011–2012 a FIBA EuroChallenge. Tragerea la sorți a plasat echipa clujeană într-o grupă dificilă alături de Élan Chalon (Franța), Antwerp Giants (Belgia) și Enisey (Rusia). Clujenii au încercat să păstreze cât mai mult din lotul campion, singurele plecări notabile fiind Branko Ćuić și Claudiu Fometescu. Din păcate, la începutul lunii octombrie, Robert Thomson a decis să se retragă din activitate, fiind înlocuit de pivotul sârb Vladimir Mijović. În Cupa României, “U” Mobitelco a fost din nou eliminată devreme de Gaz Metan Mediaș, în ciuda unei victorii cu 56–55 în returul din Sala Sporturilor Horia Demian. Campania europeană a început cu două înfrângeri: acasă împotriva lui Élan Chalon și în deplasare la Antwerp Giants. Totuși, clujenii au reușit o victorie spectaculoasă în Rusia, 73–81 contra lui Enisey. Din păcate, au pierdut următoarele trei partide din grupă, încheind competiția cu un bilanț de cinci înfrângeri și o singură victorie.
Spre finalul anului, echipa s-a confruntat cu o situație complicată din punctul de vedere al accidentărilor. Pe 18 noiembrie, Paul Chetreanu s-a accidentat într-o înfrângere cu Energia Rovinari. Ulterior, Tyler Morris a suferit o ruptură de ligament încrucișat anterior în returul cu Antwerp Giants, la Cluj. În decembrie, căpitanul Silvășan s-a alăturat listei de accidentați și a fost indisponibil timp de patru luni. Pentru a întări lotul, clujenii au semnat cu Jerome LaGrange (conducător de joc) și Phillip Jones, pivot american care putea evolua și ca extremă de forță. În ciuda accidentărilor și modificărilor constante în lot, “U” Mobitelco a reușit calificarea în play-off, încheind sezonul regulat pe locul 3, cu un bilanț de 20–8. Clujenii au câștigat seria din sferturi contra BC Mureș cu 3–1. Totuși, au fost învinși fără drept de apel în semifinale de BC Timișoara, pierzând toate cele trei meciuri, iar în finala mică au fost învinși de Gaz Metan Mediaș, clasându-se pe locul patru. La finalul sezonului, antrenorul principal Marcel Țenter a decis să părăsească echipa, iar Nikša Bavčević a fost numit în funcția de antrenor principal.

#### Sezonul 2012-2013: Reconstrucție sub conducerea lui Nikša Bavčević
Pregătirea din presezon sub noul antrenor principal, Nikša Bavčević, s-a concentrat pe reconstrucția lotului. Alb-negrii au ales să promoveze mai mulți jucători tineri din academia proprie la echipa de seniori, inclusiv pe tânărul Nandor Kuti, în timp ce Cătălin Baciu s-a întors la Cluj după ce și-a încheiat cariera universitară în Statele Unite. În ceea ce privește jucătorii străini, lotul Clujului a fost completat de canadianul Steve Ross și internaționalul estonian Reinar Hallik. Croatul Vedran Nakić a preluat poziția de conducător de joc, americanul John Ofoegbu, MVP-ul ligii bulgare în sezonul precedent, a fost adus ca pivot, iar Sean Barnette a completat lista de achiziții. Din lotul sezonului precedent, Tyler Morris a revenit după ce s-a refăcut din accidentarea suferită cu un an înainte. Din păcate, accidentările suferite în presezon de Steve Ross și Tyler Morris au dus la noi schimbări în lot, americanii Derek Wright și bulgarul Hristo Nikolov fiind aduși ca înlocuitori. De asemenea, Ofoegbu a fost înlocuit înainte de începutul sezonului de muntenegreanul Ivan Todorović.
În Cupa României, Șepcile roșii au ajuns în sferturile de finală, în ciuda unei înfrângeri cu CSȘ Giurgiu, după ce au învins Dinamo și CSM București în primul tur. În campionat, însă, Clujul a avut o primă parte dificilă de sezon, terminând luna decembrie pe locul șapte, cu un bilanț de 9–6. Finalul turului de campionat a adus noi schimbări în lot. Tyler Morris a decis să se retragă, Reinar Hallik a părăsit echipa semnând cu SCM U Craiova, iar Ivan Todorović a fost exclus din lot din cauza prestațiilor slabe. La capitolul veniri, Dalibor Đapa a fost adus ca pivot, iar Mihai Paul a fost de asemenea readus în echipă.
Deși au pierdut cu 76–70 în deplasare la Oradea în turul sferturilor Cupei României, Clujul s-a calificat după ce a învins 75–61 în Sala Sporturilor „Horia Demian”. Acest rezultat a marcat prima calificare a echipei "U" Mobitelco în Final Four-ul Cupei României după șapte ani. Studenții au învins-o pe Asesoft Ploiești cu 90–74 în semifinale, dar au pierdut cu 62–76 în finala cu Gaz Metan Mediaș, încheind competiția pe locul secund. În campionat, "U" Mobitelco a încheiat sezonul regulat pe locul șapte, urmând să întâlnească CSM Oradea în sferturile playoff-ului. Alb-negrii au reușit să câștige Meciul 2 la Oradea (67–68), ducând seria înapoi la Cluj la scorul de 1-1. Din păcate, echipa a pierdut ambele meciuri de acasă împotriva Oradei, cedând seria cu 1-3 și încheindu-și sezonul prematur, la finalul lunii aprilie.

#### Sezonul 2013-2014: Dorin Pintea devine antrenor principal
Presezonul 2013-2014 a adus o nouă schimbare pe banca tehnică a echipei „U” BT Mobitelco, Dorin Pintea primind șansa de a conduce formația după plecarea lui Nikša Bavčević. Alte modificări în staff-ul tehnic al clubului clujean au inclus numirea lui Paul Chetreanu ca antrenor secund după retragerea sa din activitatea de jucător și angajarea lui Milorad Perović în funcția de director tehnic. În ceea ce privește lotul de jucători, Alb-Negrii s-au despărțit de toți jucătorii străini din sezonul precedent, precum și de internaționalul român Mihai Paul. La capitolul achiziții, echipa i-a adus pe americanii Darius Hargrove și Josh Sparks, pe extrema sârbă Ivan Kuburović și pe pivotul muntenegrean Boris Lalović. De asemenea, Branko Ćuić și Miljan Medvedj au revenit în lot, iar tinerii Mirel Dragoste și Cristian Anghel au fost promovați la echipa de seniori.
În Cupa României, „U” BT Mobitelco Cluj a avansat în sferturile de finală după o victorie pe teren propriu, scor 83-70, împotriva echipei SCM U Craiova, răsturnând un deficit de patru puncte din tur. Din păcate, parcursul lor în competiție s-a încheiat în sferturi, după două înfrângeri la scor în fața echipei BCM U Pitești. Aceste înfrângeri au avut consecințe, clubul alegând să renunțe la colaborarea cu Milorad Perović, iar unii jucători au fost sancționați financiar. În campionatul național, sezonul a început cu rezultate mixte, „U” BT Mobitelco încheind prima jumătate a sezonului regulat cu un bilanț de 8-5. Totuși, după eliminarea din Cupă, formația și-a îmbunătățit evoluția, câștigând toate meciurile în primele două luni din 2014. În această perioadă, conducătorul de joc american Lawrence Westbrook s-a alăturat temporar echipei pentru a-l înlocui pe Miljan Medvedj, accidentat. Din păcate, o serie de patru înfrângeri consecutive în luna martie a dus la clasarea pe locul cinci la finalul sezonului regulat.
În sferturile de finală ale playoff-ului, clujenii au întâlnit rivala regională CSU Sibiu, care avea avantajul terenului propriu după clasarea pe locul patru. Sibiul a câștigat primele două meciuri ale seriei înainte ca disputa să se mute la Cluj. În replică, „U” BT Mobitelco a câștigat ambele meciuri de acasă, trimițând seria în decisivul de la Sala Transilvania din Sibiu. Eroul partidei decisive a fost căpitanul clujean Mihai Silvășan, care a avut o prestație excepțională: 24 de puncte, 5 recuperări și 3 pase decisive, încheiată cu o aruncare de trei puncte decisivă în ultimele secunde ale meciului. În semifinale, Alb-Negrii au întâlnit din nou rivala de tradiție, Asesoft Ploiești. Clujenii au reușit să câștige meciul 1 în deplasare, seria mutându-se la Cluj la egalitate, 1-1. Cu toate acestea, au ratat șansa de a ajunge în finală, pierzând dramatic meciul 4 acasă, scor 85-87, și fiind învinși și în decisivul de la Ploiești. În finala mică, Alb-Negrii au fost învinși categoric în ambele meciuri de BC Mureș, încheind sezonul pe locul patru.

#### Sezonul 2014-2015
U-BT Cluj-Napoca a început sezonul 2014-2015 cu Marcel Țenter în funcția de antrenor principal și cu un lot puternic. După ce campioan en-titre Asesoft Ploiești s-a desființat, dupa ce patronul echipei(Sebastain Ghita) a fugit din țară ca sa evite o condamnare.Obiectivul echipei a fost de a câștiga campionatul, șansele acesteia de a reuși crescând.

### Supremație pe plan intern și performanțe europene (2020-prezent)

#### Sezonul 2021-2022

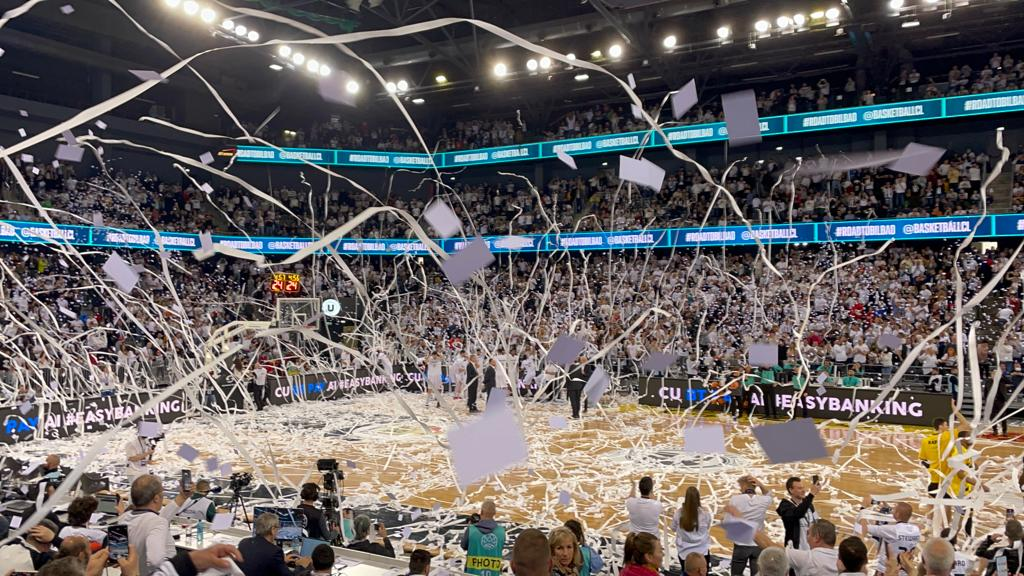
U-BT Cluj Napoca vs MHP Riesen Ludwisburg - atmosferă(19 aprilie 2022)

În sezonul 2021-2022, U-BT Cluj Napoca a obținut o performanță mare în Basketball Champions League ajungând până în sferturi, acolo unde au pierdut meciul decisiv cu formația  MHP Riesen Ludwisburg (Germania) în fața unei arene pline. Echipa clujeană a cucerit în acest sezon încă un titlu de campioană a României.

#### Sezonul 2022-2023
U-BT Cluj-Napoca începe sezonul 2022-2023 cu un lot destul de schimbat față de anul trecut, primul meci din LNBM disputându-l împotriva formației CSM Ploiești. Totodată U-BT începe aventura în ceea de a doua competiție valorică din Europa , 7Days EuroCup. În campionatul intern, U-BT se califică in Play-off, iar pe plan european, termină pe locul 9 din 10 în grupa B 7DaysEuroCup.Dupa o finală începută cu stângul împotriva echipei CSM Oradea, U-BT reușește o întoarcere de scor de la 0-2 la 4-2, la general, astfel devenind din nou campioana României pe teren propriu în fața unei arene sold-out. 

#### Sezonul 2023-2024

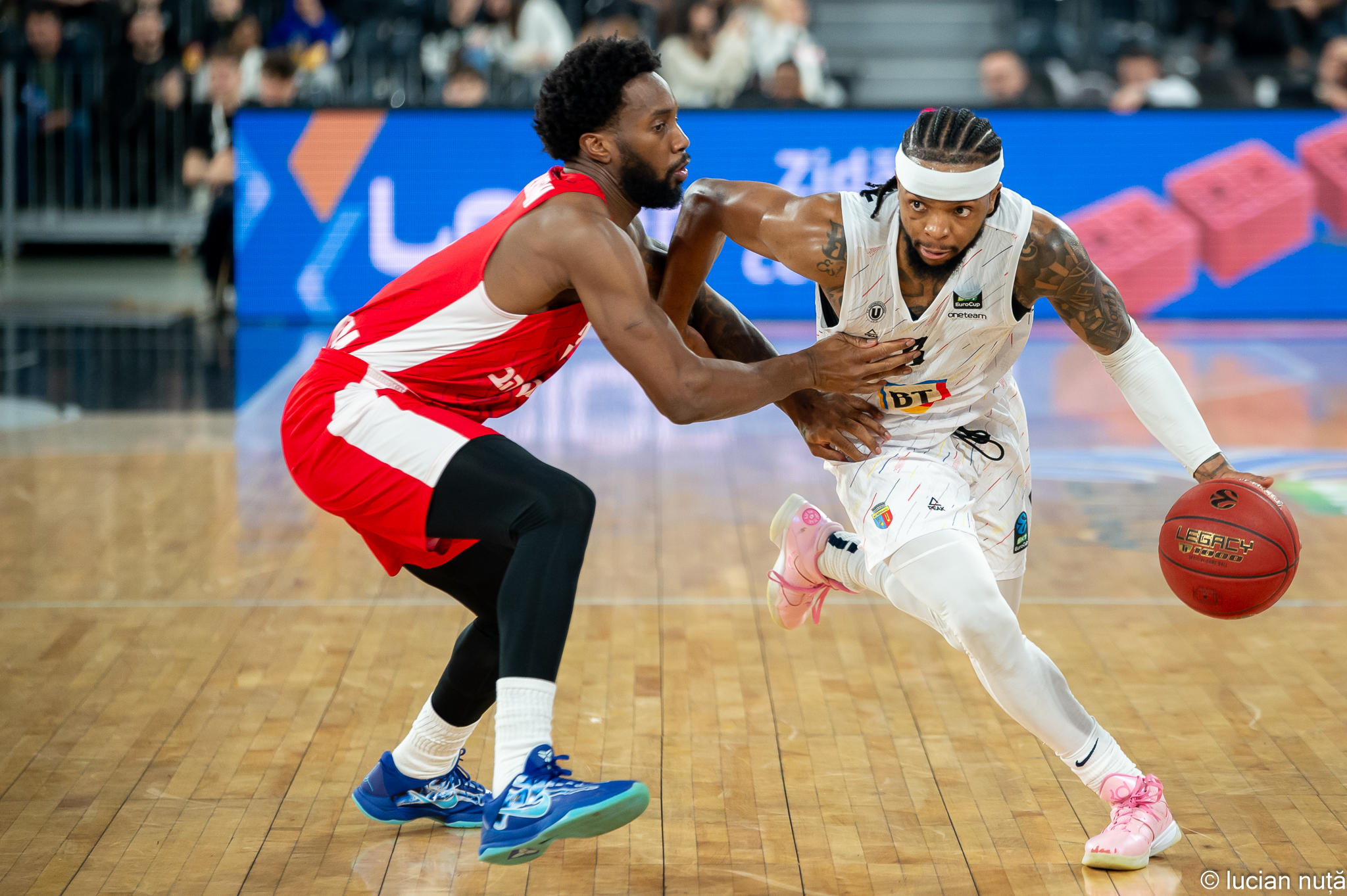
U-BT Cluj-Napoca vs. Hapoel Bank Yahav Jerusalem, 2025

În sezonul 2023-2024,  U-BT Cluj-Napoca și-a continuat parcursul de succes în competițiile naționale și internaționale, consolidându-și poziția de "lider" în lumea baschetului românesc.Începând sezonul cu un mix de jucători experimentați (proaspăt transferați sau aflați deja în lot) , U-BT Cluj a reușit să impresioneze atât pe plan local, cât și pe plan internațional. În Liga Națională de Baschet Masculin din România, U-BT a dominat competiția, ocupând primul loc în clasamentul general (16-0), ieșind învingătoare în toate meciurile. Calificați în play-off, continuă parcursul perfect (18-0) și ajung în finală. Clujenii câștigă primele două meciuri acasă și seria se mută la Oradea. Acolo, bihorenii reușesc să câștige un meci  din cele doua și totodată să inregistreze singura înfrangere pentru "șepcile roșii" din sezonul 2023-2024 LNBM, urmând ca meciul decisiv să fie jucat la Cluj pe 23 mai 2024. U-BT Cluj reușește să cucerească titlul pentru al patrulea an consecutiv în fața unei arene sold-out și într-o atmsoferă spectaculoasă.
Pe plan internațional, U-BT joacă al doilea an la rând în a doua cea mai puternică competiție de baschet din Europa. Arătând multă determinare și voință, jucătorii antrenați de Mihai Silvășan reușesc să câștige un număr neașteptat de meciuri, terminând grupa B pe locul 2 (13 victorii,5 înfrângeri). Astfel, datorită noului format, ajung în sferturile de finală ale competiției, unde au fost învinși de echipa London Lions(79-91), în fața unei arene sold-out și a unei atmosfere fantastice, scriind totodată o nouă filă de istorie pentru baschetul românesc.

## Jucători și antrenori

### Lotul actual
Notă: Steagurile indică eligibilitatea pentru echipa națională la competițiile recunoscute de FIBA. Jucătorii pot deține și alte naționalități care nu sunt recunoscute de FIBA și care nu sunt afișate. 

### Distribuție pe poziții
| Poz. | Titular          | Banca 1         | Banca 2        | Banca 3       | Inactivi |
| ---- | ---------------- | --------------- | -------------- | ------------- | -------- |
| C    | Zach Hankins     |                 | Tudor Tancău   | —             | —        |
| PF   | Gediminas Orelik | Mareks Mejeris  | David Fîntînă  | —             | —        |
| SF   | D. J. Seeley     | Karel Guzmán    | Mihai Măciucă  | Alexis Petric | —        |
| SG   | Patrick Richard  | Sasu Salin      | Andrei Cepoi   | Darius Miron  | —        |
| PG   | Zavier Simpson   | Tudor Șomăcescu | Mirel Dragoste | —             | —        |

### Jucători notabili
Notă: Steagurile indică eligibilitatea pentru echipa națională la competițiile recunoscute de FIBA. Jucătorii pot deține și alte naționalități care nu sunt recunoscute de FIBA și care nu sunt afișate. 
| Criterii |
| --- |
| Pentru a apărea în această secțiune, un jucător trebuie să fi îndeplinit cel puțin una dintre următoarele condiții: - A stabilit un record al clubului sau a câștigat un premiu individual în perioada petrecută la club - A jucat cel puțin un meci internațional oficial pentru echipa sa națională, indiferent de moment - A jucat cel puțin un meci oficial în NBA la orice moment. |

- Mihai Albu
- Cătălin Baciu
- Mircea Barna
- Emanuel Cățe
- Paul Chetreanu
- Mircea Cristescu
- Horia Demian
- Claudiu Fometescu
- Ștefan Grasu
- Nandor Kuti
- Flavius Lăpuște
- Andrei Mandache
- Mihai Măciucă
- Vlad Moldoveanu
- Gheorghe Mureșan
- Gabriel Olpretean
- Dorin Pintea
- Mihai Pulbere
- Gheorghe Roman
- Bruno Roschnafski
- Horea Rotaru
- Matei Rührig
- Tiberiu Sebestyén
- Mihai Silvășan
- Mihai Sinevici
- Rolland Török
- Marcel Țenter
- Nicolae Viciu
- Imre Vizi
- Filip Adamović
- Nemanja Gordić
- Andrija Stipanović
- Léonardo Meindl
- Stanimir Marinov
- Darko Planinić
- Željko Šakić
- Karlo Žganec
- Karel Guzmán
- Sasu Salin
- Adam Mokoka
- Artis Ate
- Mareks Mejeris
- Vaidas Kariniauskas
- Donatas Tarolis
- Ousmane Barro
- Stefan Birčević
- Branko Ćuić
- Branko Jorović
- Zoran Krstanović
- Aleksandar Rašić
- Miha Lapornik
- Maksym Zvonov
- Brandon Brown
- Brad Buckman
- Kyndall Dykes
- Jarell Eddie
- Zach Hankins
- Bryce Jones
- Jalen Jones
- Patrick Richard
- LeVar Seals
- D. J. Seeley
- Zavier Simpson
- Elijah Stewart
- Robert Thomson
- Jason Washburn
- Giordan Watson

### Antrenori principali
| Perioadă | Antrenor                       |
| -------- | ------------------------------ |
| 1950–52  | Francisc Barabás               |
| 1953     | Vasile Chiorean                |
| 1954–58  | Gheorghe Rusu                  |
| 1958–61  | Alexandru Șerban               |
| 1961–65  | Elemér Sárosi                  |
| 1965–72  | Mircea Bugnariu                |
| 1972–82  | Vasile Geleriu                 |
| 1982–86  | Gheorghe Roman                 |
| 1986–87  | Vasile Mureșan                 |
| 1987–89  | Gheorghe Roman                 |
| 1989–94  | Gheorghe Roman & Liviu Morariu |
| 1994–96  | Gheorghe Roman                 |
| 1996–97  | Dragan Petričević              |

| Perioadă     | Antrenor                         |
| ------------ | -------------------------------- |
| 1997–98      | Horea Rotaru                     |
| 1998–00      | Gabriel Olpretean                |
| 2000–01      | Dan Moraru                       |
| 2001–05      | Horea Rotaru                     |
| 2005–07      | Miodrag Perišić                  |
| 2007–09      | Tab Baldwin                      |
| 2009–12      | Marcel Țenter                    |
| 2012–13      | Nikša Bavčević                   |
| 2013–14      | Dorin Pintea                     |
| 2014–16      | Marcel Țenter                    |
| 2016–19      | Mihai Silvășan                   |
| 2019–21      | Mihai Silvășan & Duško Vujošević |
| 2021–prezent | Mihai Silvășan                   |

## Cronologia numelui
| Nume                                   | Perioada     |
| -------------------------------------- | ------------ |
| Clubul Sportiv Universitar Cluj        | 1948–1950    |
| Știința Cluj                           | 1950–1955    |
| IMF-Progresul Cluj                     | 1955–1957    |
| Știința I.M.F. Cluj                    | 1957–1961    |
| Știința Cluj                           | 1961–1966    |
| CS Universitatea Cluj                  | 1966–1974    |
| CS Universitatea Cluj-Napoca           | 1974–1990    |
| Universitatea Metalul Roșu Cluj-Napoca | 1990–1991    |
| "U" Fimaro Cluj-Napoca                 | 1991–1995    |
| "U" SM Invest Cluj-Napoca              | 1995–1997    |
| "U" Sanex Cluj-Napoca                  | 1997–1998    |
| "U" Carbochim Cluj-Napoca              | 1998–2001    |
| BU Poli-Carbochim Cluj-Napoca          | 2001–2005    |
| BU Poli-Mobitelco Cluj-Napoca          | 2005–2006    |
| U-Mobitelco Cluj-Napoca                | 2006–2009    |
| "U" Mobitelco Cluj-Napoca              | 2009–2010    |
| "U" Mobitelco BT Cluj-Napoca           | 2010–2014    |
| U-BT Cluj-Napoca                       | 2014–prezent |

## Palmares
| Competiții naționale | Competiții internaționale |
| Liga Națională: Campioană: (10) 1992, 1993, 1996, 2011, 2017, 2021, 2022, 2023, 2024, 2025 Vicecampioană: (7) 1959, 1962, 1991, 1994, 2006, 2008, 2010 Cupa României: Câștigătoare: (7) 1995, 2016, 2017, 2018, 2020, 2023, 2024 Finalistă: (1) 2006 Supercupa României Câștigătoare: (4) 2016, 2018, 2021, 2022 | FIBA EuroCup Challenge: - Sferturi de finală: (1) 2007 FIBA Europe Cup: - Sferturi de finală: (1) 2019-20 Basketball Champions League: - Sferturi de finală: (1) 2021-2022 BKT EuroCup: - Sferturi de finală: (2) 2023-2024, 2024-2025 |